# 小行星25479
小行星25479（25479 Ericshyu）是一颗绕太阳运转的小行星，为主小行星带小行星。该小行星于1999年12月发现。

## 轨道参数
小行星25479的轨道半长轴为361 956 691 km（2.4194966 UA），离心率为0.146。